# Bošáca
Bošáca je naseljeno mjesto u okrugu Nové Mesto nad Váhom u  Trenčínskom kraju u Slovačkoj.

## Stanovništvo
| Godina:     | 1993. | 2003.   | 2013.   | 2023.   |
| ----------- | ----- | ------- | ------- | ------- |
| Broj ljudi: | 1366  | 1351    | 1382    | 1334    |
| Razlika:    |       | -1,09 % | +2,29 % | -3,47 % |

| Godina:     | 2022. | 2023.   |
| ----------- | ----- | ------- |
| Broj ljudi: | 1344  | 1334    |
| Razlika:    |       | -0,74 % |

Prema podacima o broju stanovnika iz 2023. godine naselje je imalo 1334 stanovnika.

## Vanjske poveznice
|  | Zajednički poslužitelj ima još gradiva o temi Bošáca |

- Službena stranica naselja (sl.)